# Akashic
Akashic foi uma banda brasileira de metal progressivo de Caxias do Sul (RS). Fundada em 1998 e permanecendo na ativa por 10 anos, tendo lançado dois álbuns.

## Formação e história
O Akashic surgiu quando o trio instrumental De Ros, composto por Marcos De Ros (guitarra), Fábio Alves (baixo) e Sandro Stecanela (bateria), e que já possuíam dois álbuns, Ad Dei Gloriam (1994) e Universe (1997), resolveram adicionar novos elementos ao som do grupo quando receberam uma proposta de uma gravadora de Luxemburgo (!), que se interessou em lançar o álbum na Europa caso as músicas tivessem vocal. Aceitaram o desafio e convidaram então Rafael Gubert (vocal) e Éder Bergoza (teclado).
Nova proposta, novo nome, e duas demos ficaram prontas em 1999. Marcos de Ros tentou então contatar a tal gravadora de Luxembrugo, descobrindo que a mesma não mais existia. Viajaram então no ano de 2000 para a Europa, e por motivos pessoais Stecanela não pode seguir, indicando Maurício Meinert para assumir as baquetas. Lá se apresentaram em diversos países durante alguns meses, e o fruto dessa viagem foi o contrato com a gravadora Scallabis, de Portugal, onde foi produzido o álbum Timeless Realm (2001), que por problemas com a gravadora, foi lançado posteriormente pela Hellion Records, no Brasil.
Nesse época o Akashic fez parte da emergente cena metálica brasileira, ao lado de bandas como Tuatha de Danann, Torture Squad, Avec Tristesse, Dark Avenger, Hangar, Mindflow, entre outras grandes nomes. A boa recepção no Brasil e exterior fez a banda entrar novamente no estúdio para gravar seu sucessor, A Brand New Day, que mesmo ficando "pronto" em 2003, mais uma vez teve problemas com outra gravadora, até ser distribuido novamente pela Hellion em 2005. Em seu lançamento tocaram em São Paulo ao lado das bandas Pain of Salvation e Evergrey.
Em 2006, participaram (pela segunda vez) do festival Brasil Metal Union, considerado na época o maior evento de bandas nacionais do país. No mesmo ano, Marcos de Ros e Éder Bergozza estiveram entre os melhores músicos do Brasil em seus instrumentos, segundo votação da conceituada revista Roadie Crew.
Em janeiro de 2007 retornaram para o velho continente numa viagem para divulgar o novo trabalho, onde se apresentaram e tiveram suas músicas executadas numa rádio alemã[carece de fontes?].
No ano seguinte, após anunciar a gravação e posterior lançamento de um DVD ao vivo, a banda encerrou as atividades. O esperado DVD jamais foi lançado, mas o Akashic deixou fãs em diversos países.

## Integrantes
- Rafael Gubert – vocal
- Marcos De Ros – guitarra
- Fábio Alves – baixo
- Éder Bergozza - teclado
- Mauricio Meinert - bateria
- Sandro Stecanela - bateria

## Discografia

### Albuns de estúdio
- Timeless Realm (2001)
- A Brand New Day (2005)

### Demo-Tapes
- "Timeless Realm" (1999)
- "Demo Tape" (1999)

## Videografia

### Clipes
- "Dove" (do álbum Timeless Realm) (2001)
- "For Freedom" (do álbum Timeless Realm) (2001)

## Ligações Externas
- Página no Myspace